# محوطه و قبرستان بوژگان
محوطه و قبرستان بوژگان مربوط به سده ۵ تا ۹ ه است و در شهرستان تربت جام واقع شده و این اثر در تاریخ ۱۶ اسفند ۱۳۸۴ با شمارهٔ ثبت ۱۴۳۱۶ به‌عنوان یکی از آثار ملی ایران به ثبت رسیده‌است.